# جزيرة الملك فهد
جزيرة الملك فهد، أو جزيرة الجوازات هي جزيرة اصطناعية تقع على الحدود بين المملكة العربية السعودية والبحرين، على بعد 25 كيلومتر (16 ميل) غرب العاصمة البحرينية المنامة.

## التاريخ
افتتح الجسر بين السعودية والبحرين في عام 1986 وشمل بناء الجزيرة الاصطناعية، حيث تم اختيار طريقها كأقصر طريق بين جزيرة البحرين والبر الرئيسي للمملكة العربية السعودية، وسميت الجزيرة على اسم الملك فهد بن عبد العزيز آل سعود ملك المملكة العربية السعودية.
في 2014، قامت المؤسسة العامة لجسر الملك فهد بإعلان صفقة إنشاء جزيرة جديدة بالقرب من الساحل السعودي، ستستخدم لبناء مرافق خاصة بالجوازات وزيادة عدد المسارات الخاصة بالمسافرين عبر البلدين. حيث سيتم القيام أعمال التجريف البحري وحماية الصخور، وستطرح مناقصة أخرى لبناء جزيرة مماثلة بالقرب من مملكة البحرين لنفس الغرض. كما تزمع المؤسسة إلى توسعة جزيرة الإجراءات السعودية البحرينية.

## الجغرافيا
تم تصميم محطة الحدود كجزيرتين متصلتين بالبرزخ، مع اعتبار الجانب الغربي من المملكة العربية السعودية والشرق بحرينيين.

## السكان
المكان المأهول الوحيد هو بناء الموظفين في وسط الجزيرة، ينتمي الموظفون لسلطة جسر الملك فهد.

## الإدارة
تنتمي الجزيرة إلى المحافظة الشمالية في البحرين والمنطقة الشرقية في المملكة العربية السعودية.

## وسائل النقل
يتكون الجسر من جزأين من الجزيرة:
1. من محطة الحدود إلى العزيزية جنوب الخبر .
2. من محطة الحدود إلى جزيرة أم النعسان في البحرين.

## الاقتصاد
يشارك سكان الجزيرة في مهام الوزارة للمواطنين القادمين إلى البلاد، ويوجد بالجانب السعودي من المحطة الحدودية منافذ ماكدونالدز وكودو والجانب البحريني من المحطة الحدودية لديه منافذ ماكدونالدز.

## معرض الصور

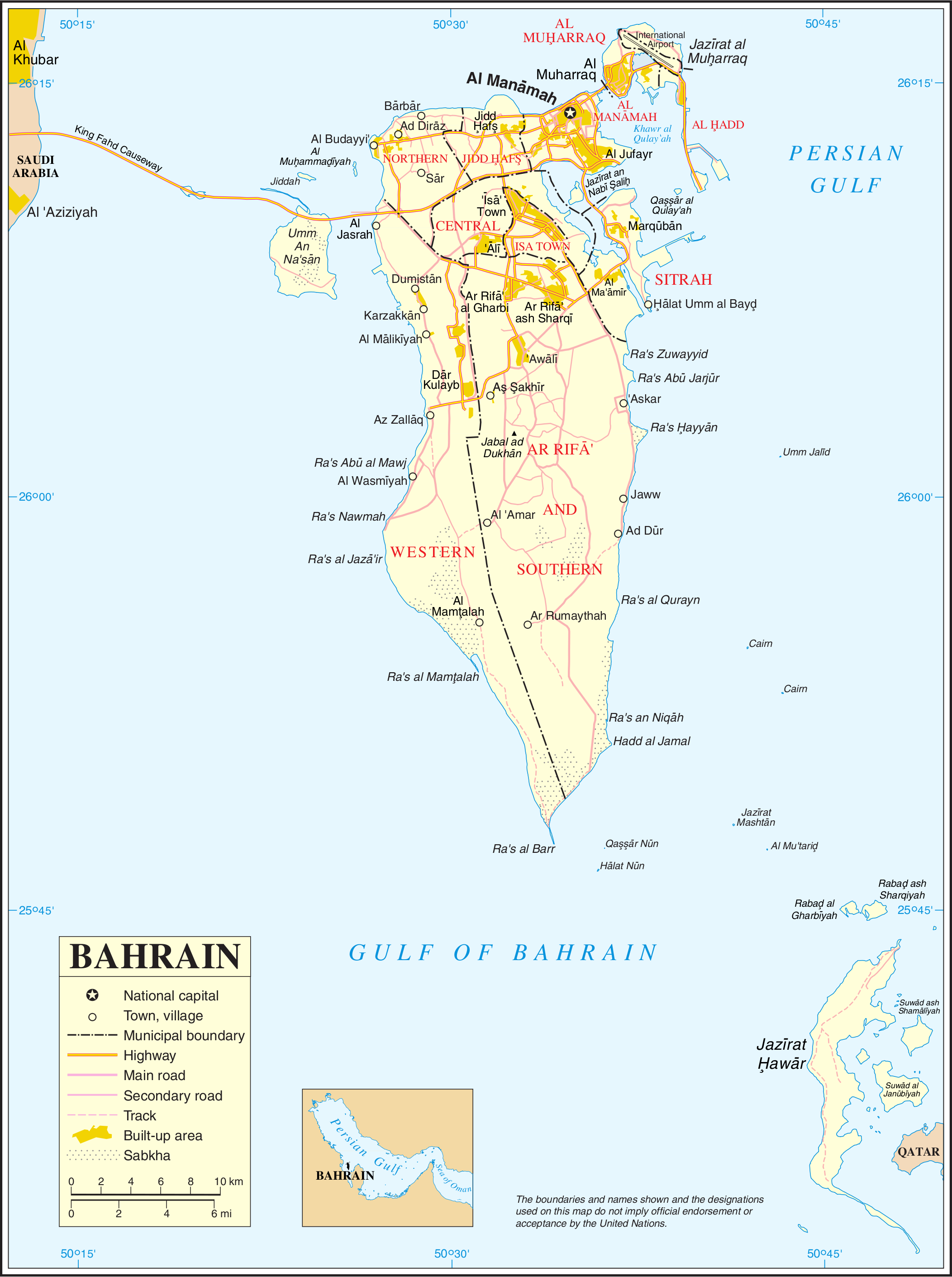
الخريطة 1
خريطة المنطقة
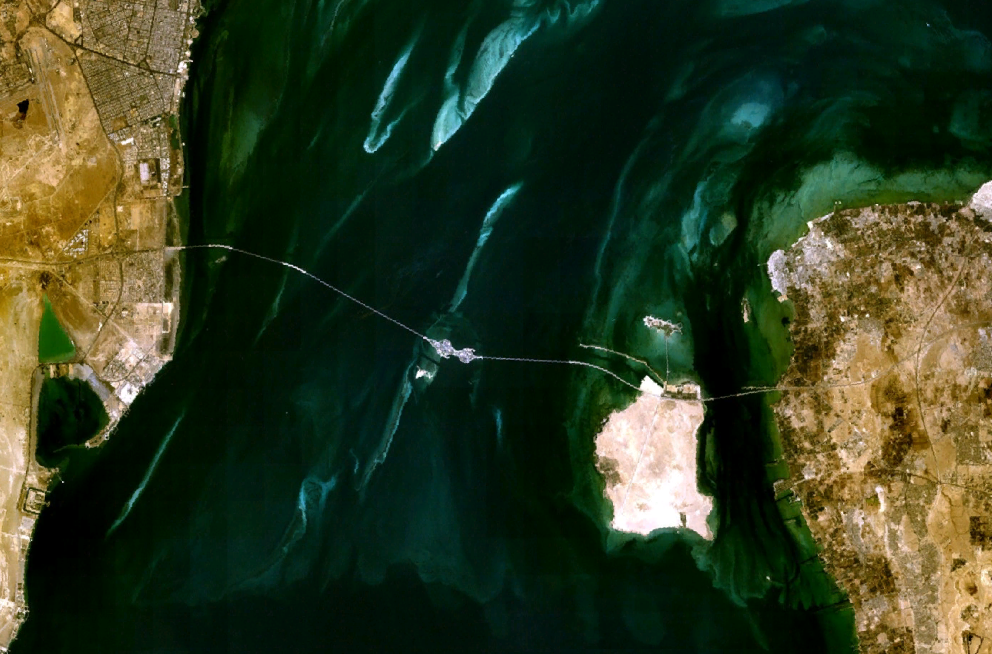
جسر الملك فهد كما يُرى من الفضاء
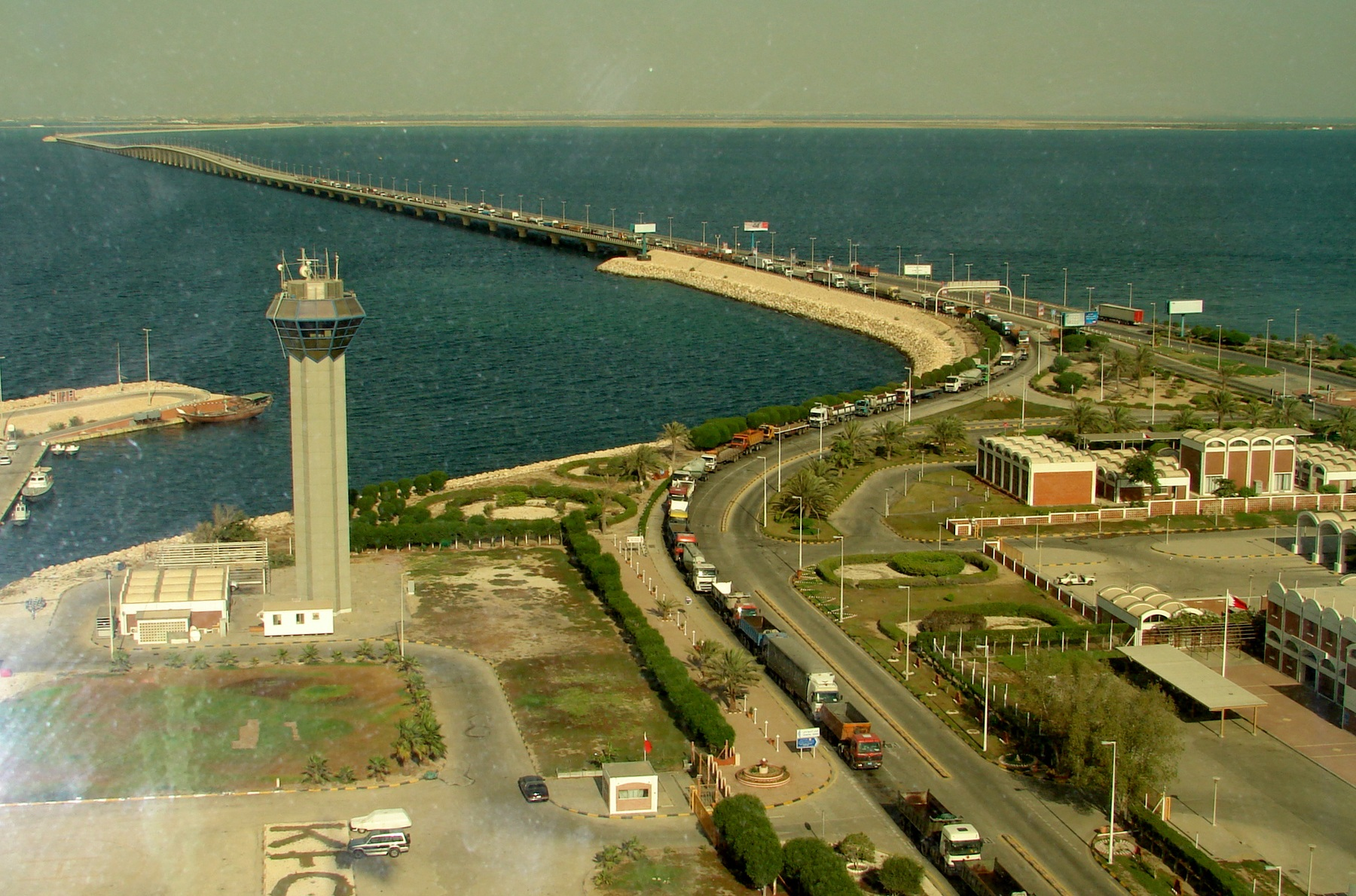
منظر للجسر المواجه للشرق.
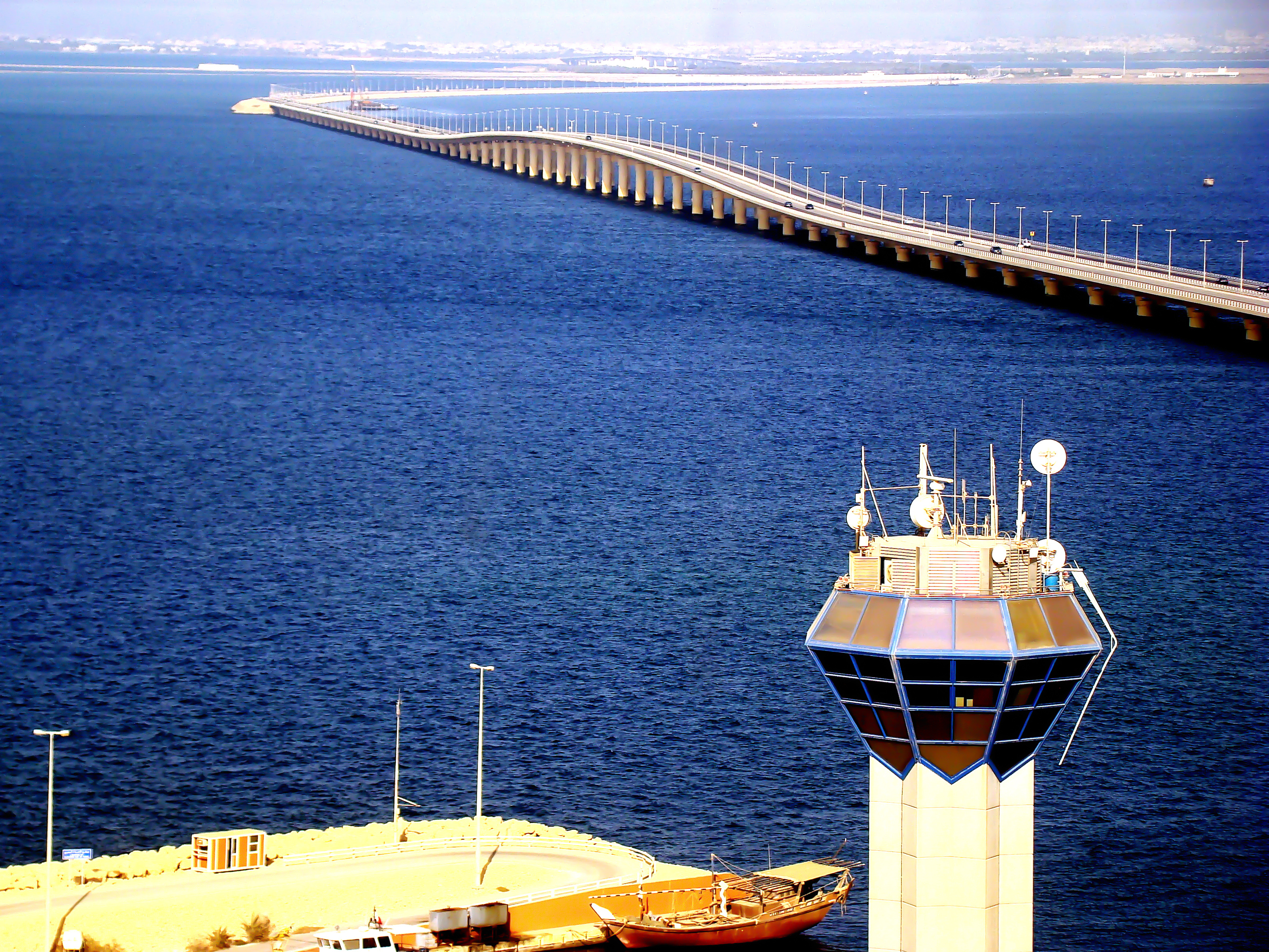
الجسر المؤدي إلى المملكة العربية السعودية.